# Andrzej Jus
Andrzej Karol Mieczysław Jus (ur. 16 października 1914 we Lwowie, 25 czerwca 1992 w Toronto) – polski lekarz psychiatra, profesor nadzwyczajny psychiatrii, kierownik kliniki psychiatrycznej Akademii Medycznej w Warszawie. Przewodniczący Polskiego Towarzystwa Psychiatrycznego w latach 1963–1969. Wspólnie z żoną Karoliną był pionierem badań elektroencefalograficznych w Polsce.

## Życiorys
Urodził się 16 października 1914 we Lwowie jako syn Ludwika i Stellu Jus#w (właśc. Estella Kober, ur. 1890. W rodzinnym mieście zdał maturę (1932) i studiował medycynę na Wydziale Lekarskim Uniwersytetu Jana Kazimierza i 11 września 1939 uzyskał dyplom lekarski. Wówczas podjął pracę w uniwersyteckiej klinice psychiatrycznej.

### II wojna światowa
Po wybuchu II wojny światowej i nastaniu okupacji sowieckiej został wyznaczony na asystenta profesora Zakładu Psychiatrycznego w podległym rządowi sowieckiemu Lwowskim Instytucie Medycznym. Pracował tam przez kolejny rok. W 1940 poznał studentkę Karolinę Frist pochodzenia żydowskiego. Oboje zostali parą. Po nastaniu okupacji niemieckiej pracował nadal w szpitalu psychiatrycznym. W lipcu 1941 poślubił Karolinę, która została konwertytką na katolicyzm. W grudniu 1941 Andrzej Jus został zwolniony z pracy w szpitalu. Na początku 1942 A. i K. Jusowie opuścili Lwów i zamieszkali w Dydni. Tam Andrzej praktykował jako lekarz do nadejścia frontu wschodniego w lipcu 1944.

### Polska Ludowa
Na początku 1945 A. i K. Jusowie zamieszkali na warszawskiej Pradze. W tym roku on pracował w Klinice Neurochirurgicznej Uniwersytetu Warszawskiego . Następnie przenieśli się do Wrocławia, gdzie tworzono Wydział Lekarski na Uniwersytecie i Politechnice.
W 1946 obronił doktorat, na podstawie pracy Schizofrenia dziecięca a dementia infantilis Helleri. Od tego czasu pracował jako starszy profesor nadzwyczajny w Katedrze Psychiatrii. Do grudnia 1949 był zatrudniony w Klinice Psychiatrycznej Uniwersytetu Wrocławskiego. Równolegle od listopada 1947 do września 1949 był dyrektorem szpitala psychiatrycznego. W 1947 wraz z żoną odbywał roczny staż na Uniwersytecie Paryskim celem zgłębiania elektroencefalografii i badania fal mózgowych. Po powrocie do Polski wykładał w zakładzie psychiatrii.
Andrzej i Karolina Jusowie, wobec braku elektroencefalografu, wykorzystali elektrokardiograf ze wzmocnionymi instrumentami i ostatecznie uzyskali i opublikowali pierwsze kliniczne badanie elektroencefalograficzne. Tym samym stali się pionierami w badaniu elektrycznej aktywności mózgu. Postanowieniem prezydenta Bolesława Bieruta z 22 lipca 1949 Andrzej Jus został odznaczony Krzyżem Kawalerskim Orderu Odrodzenia Polski „za wybitne zasługi w dziedzinie służby zdrowia”.
Pod koniec 1949 został mianowany wicedyrektorem ds. naukowych i kierownikiem oddziału psychiatrycznego w nowo utworzonym Instytutu Psychoneurologicznego w Pruszkowie. Tam wraz z żoną zorganizował laboratorium badawcze i naukowe skupione na elektroencefalografii, neurofizjologii klinicznej i badaniu snu.
6 lipca 1951 habilitował się na Wydziale Lekarskim Akademii Medycznej w Warszawie („Badania elektroencefalograficzne w schizofrenii”) i został docentem psychiatrii tej uczelni. Po przeniesieniu do Akademii Medycznej w Łodzi w Łodzi od 1 kwietnia 1953 został współprzewodniczącym Katedry Psychiatrii, a 12 listopada 1954 profesorem nadzwyczajnym. Pod koniec 1954 został profesorem psychiatrii na Uniwersytecie w Łodzi.
W 1955 Jusowie zostali przywróceni do pracy w Warszawie, gdzie Andrzej (od 1 września 1955) został dyrektorem naukowym w Instytucie Psychoneurologicznym w Katedrze Psychiatrii w Akademii Medycznej. Ponadto, od stycznia 1956 był kierownikiem Zakładu Psychiatrii w Instytucie Doskonalenia Kadr Lekarskich. 1 marca 1960 został kierownikiem Katedry i Kliniki Psychiatrycznej.
Staraniem Andrzeja Jusa w 1965 otwarto nową siedzibę klinikę Szpitala Nowowiejskiego w budynkach przekazanych przez Ministerstwo Obrony Narodowej. Od 1963 do 1969 był prezesem Polskiego Towarzystwa Psychiatrycznego (zrezygnował z tej funkcji). Był autorem i współautorem 211 artykułów naukowych, 6 podręczników i monografii. Podczas swojej pracy w Polsce małżeństwo Jusów należało do zagranicznych towarzystw naukowych, utrzymywało kontakty naukowe oraz brali udział w zjazdach naukowych. Oboje w 1966 jako pierwsi wykonali badanie polisomnograficzne. Rok później publikowali prace naukowe na ten temat. Ich głównym zainteresowaniem był sen w zaburzeniach umysłowych oraz wpływ leków psychotropowych na sen.

### Kanada
W 1970 A. i K. Jusowie wyjechali do Kanady, przyjmując zaproszenie w charakterze profesorów wizytujących na Uniwersytecie McGilla w Montrealu. W styczniu 1971 otrzymali w Kanadzie status stałych rezydentów (landed immigrants). Następnie oboje przyjęli zaproszenie z Uniwersytetu Lavala w Québecu, gdzie otrzymali tytuły profesora zwyczajnego i uzyskali możliwość kontynuowania badań w zakresie elektroencefalografii, psychofarmakologii i badania snu.
W wieku 65 lat oboje przeszli na emeryturę. Po czterech kolejnych latach przeprowadzili się do Toronto. Nie mieli dzieci. 

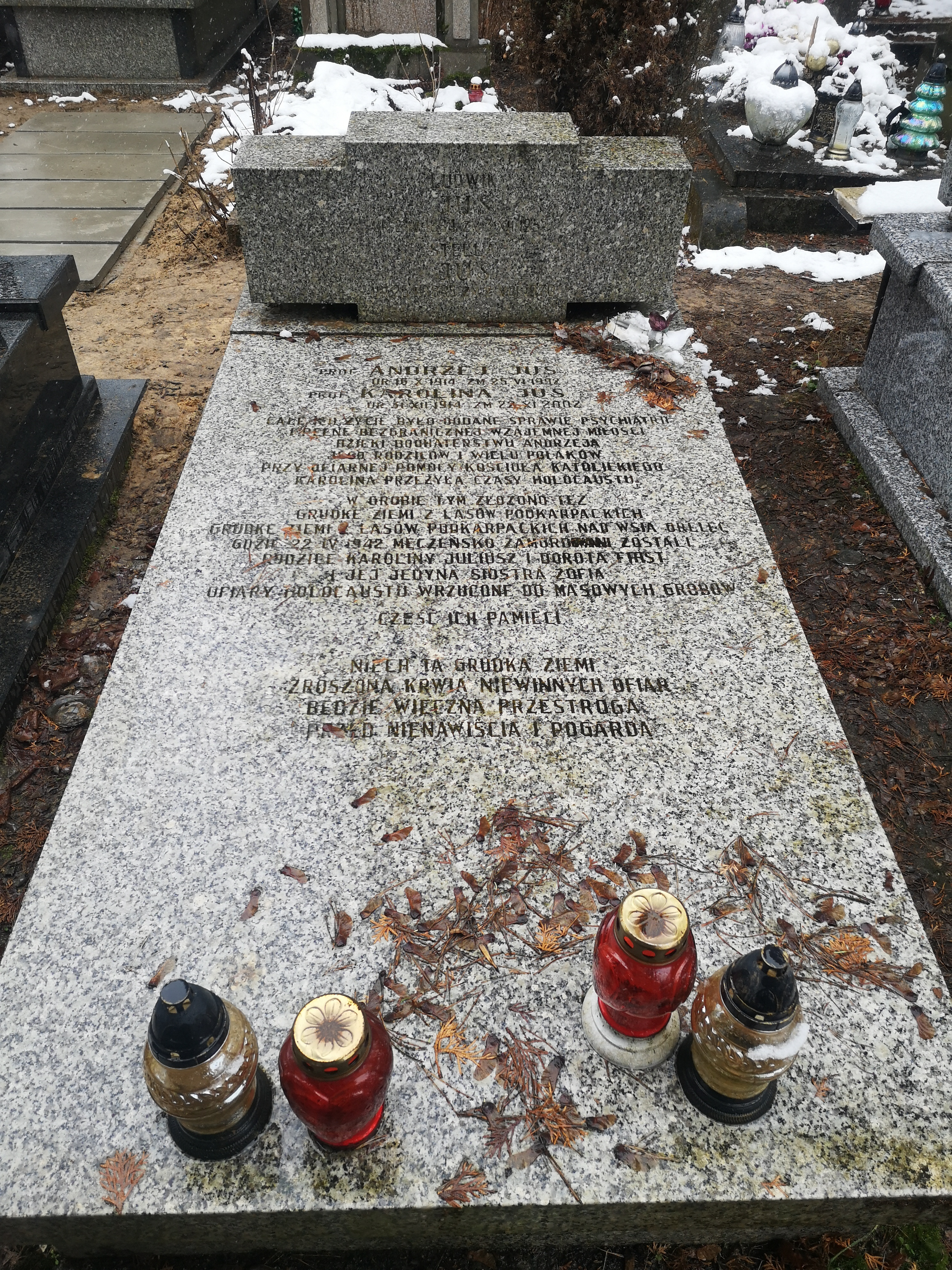
Grób Ludwika, Estelli, Andrzeja i Karoliny Jus na cmentarzu w Tworkach

W 1991 ukazała się ich książka wspomnieniowa pt. Our Journey in the Valley of Tears. W 1992 w Kanadzie książka otrzymała nagrodę Joseph Tanenbaum Holocaust Book Award, zaś w 1993 i 1994 przyznawano tamże Drs Andrzej and Jus Holocaust Literature Award. Po śmierci Andrzeja Jusa żona zapisała 250 tys. dolarów na rzecz University of Toronto. Z tego zapisu ufundowano coroczny wykład imienia Andrzeja Jusa (Jus Lecture) w Joint Centre for Bioethics oraz badania Philipa Seemana nad biochemią i genetyką schizofrenii.
Andrzej Jus zmarł 25 czerwca 1992 w Toronto. Karolina Jus zmarła w 2002. Oboje zostali pochowani na cmentarzu przy Szpitalu Tworkowskim.
W 2019 ukazała się publikacja pt. W dolinie łez. Profesor Andrzej Jus. Życie i dorobek naukowy. Przyczynek do historii polskiej i kanadyjskiej psychiatrii drugiej połowy XX wieku, autorstwa Ryszarda Kujawskiego.

## Wybrane prace
- Wartość rozpoznawcza elektroencefalografii z jednym odprowadzeniem w przypadkach padaczki (1949)
- Badania elektroencefalograficzne w schizofrenii (1951)
- Krytyka idealizmu w psychiatrii (w: „Rocznik Psychiatryczny” nr 38, 1950)
- Nauka Pawłowa w psychiatrii polskiej (1953)
- Pawłow i jego nauka (1953, 1955)
- Elektroencefalografia (1954)
- Zagadnienia współczesnej psychopatologii (1957)
- Zarys psychiatrycznej terapii farmakologicznej (1960)
- Elektroencefalografia kliniczna (1967)[4]
- Biologiczne metody leczenia w psychiatrii (1969)[4]